# Юлисис Грант
Юлисис С. Грант (на английски: Ulysses S. Grant) (27 април 1822–23 юли 1885), е генерал от армията на Съюза по време на Гражданската война в САЩ и е осемнадесетият (4 март 1869 – 4 март 1877) президент на САЩ.
Грант е описван от военния историк Дж. Фулър като „един от най-великите генерали на своето време и най-великият стратег на всички времена“. Той печели множество важни битки, израства до командващ на армиите на Съюза и е признат за една от основните причини за спечелването на войната.

## Биография
Грант е роден като Хирам Юлисис Грант в Пойнт Плезънт, окръг Клермонт, Охайо, 40 км северно от Синсинати в семейството на Джеси Грант и Хана Симпсън. Баща му, който се е занимавал с обработката на животински кожи, и майка му са родени в Пенсилвания. През есента на 1823 година те се местят в окръг Браун, Охайо, където Грант прекарва по-голямата част от времето до навършването на 17-годишна възраст.
Когато става на 17 години, Грант, с решаващата помощ на конгресмен Хамър, спечелва стипендия за кадет в Военната академия на САЩ, намираща се в Уест Пойнт, Ню Йорк. Хамър го предлага за стипендията със сгрешено име – Юлисис Симпсън Грант и въпреки неговите протести той не успява да се пребори с бюрокрацията. До завършването си Грант вече е възприел своето ново име, но само с буква за средното име и никога не признава, че „С“ е заради Симпсън. Той завършва Уест Пойнт през 1843 година на 21 място от клас с 39 студенти. В академията си създава репутацията на безстрашен ездач и експерт по конете. Грант е пиел спиртни напитки и е пушил огромни количества пури (според една легенда над 10 000 за 5 години), което може и да е причината за рака на гърлото, който го сполетява по-късно.
Грант се оженва за Джулия Богс Дент (1826– 1902) на 22 август 1848 година и имат 4 деца.

## Военна кариера

### Войната с Мексико
Грант служи в Мексикано–американската война при генералите Закари Тейлър и Уинфийлд Скот, като взима участие в битките при Ресака де ла Палма, Пало Алто, Монтерей и Веракруз. Два пъти е отличаван за храброст. На 31 юли 1854 година напуска армията, седемте последвали години цивилен живот е бил фермер, агент по недвижимото имущество и продавач в магазин за кожа, притежаван от баща му и брат му.

### Бойните действия на Запад в Гражданската война
На 24 април 1861 г., десет дни след превземането на Форт Съмтър, капитан Грант пристига в Спрингфилд, Илинойс заедно с мъжете, който е успял да привлече. Губернаторът разбира, че възпитаникът от Уест Пойнт може да се използва далеч по-добре и го произвежда в полковник. На 7 август Грант е назначен за бригаден генерал, ръководещ доброволци.
През 1862 година Грант дава първата значима победа на Съюза, като завладява Форт Хенри и Форт Донелсън в Тенеси. Именно при Форт Донелсън Грант не само пленява цялата армия на Конфедерацията, но и наелектризира северняците с думите „Не приемам никакви искания освен безусловна и незабавна капитулация. И ви предлагам незабавно да направите нещо по въпроса“.
В началото на април 1862 година Грант е изненадан от генерал Албърт Джонстън в Битката при Сило. Яростната атака на силите на Конфедерацията кара войските на Съюза да се огънат, но въпреки това Грант отказва да се признае за победен. С мрачна решителност той полага всички усилия за стабилизиране на фронта. Тогава на втория ден с помощта на своевременно прегрупиране, Грант успява да обърне значителното отстъпление в победа.
Във военната кампания за завземането на укреплението при Вискбърг на река Мисисипи той прекарва зимата на 1862 срещу 1863 в няколко провалили се опита да преодолее географските и логистични пречки, които не му дават възможност да достигне града. Грант никога не е очаквал някои от тези операции, които използват ръкавите на реката, да успее и затова през пролетта на 1863 година той създава нов подробен план за завладяването на града, който се превръща в една от най-бляскавите военни операции.
Грант прекарва войските си по западния бряг на Мисисипи, пресича реката, навлиза във вътрешността и с един изключително смел ход, противно на всички военни принципи, се откъсва от обоза и доставките за армията му. Останал изцяло на вражеска територия, Грант се движи изключително бързо, като не дава никаква възможност на силите на Конфедерацията, командвани от Джон Пембъртън, да се концентрират срещу него. Спечелвайки достатъчно територия, силите на Грант се насочват на изток и превземат град Джаксън, Мисисипи и прекъсват железопътната линия, като така прекъсва всякаква възможност за достигане на подкрепления до гарнизона във Вискбърг.
Без да спре, Грант поема на запад и печели при Чампион Хил. Победените сили на Конфедерацията отстъпват и се прибират във Виксбърг и Грант незабавно обсажда града. Изолиран от всички, Пембъртън се предава на Грант на 4 юли 1863 година. Това е съкрушителна загуба за каузата на Юга и така се разделя Конфедерацията на две. Това е втора победа на Грант, при която пленява изцяло армията на Конфедерацията.
През септември 1863 г. Конфедерацията печели в Битката при Чикамауга. След нея разбитите сили на Съюза, под командването на Уилям Росенкранс, се оттеглят в град Чатанога, Тенеси. Силите на Конфедерацията преследват отстъплението и заемат позиции по хълмовете около града.
На 17 октомври Грант е посочен за единствен командващ на обградените сили, той незабавно освобождава Росенкранс и го замества с Джордж Томас. След идването му в Чатанога на 23 октомври, Грант намира силите в плачевно състояние. Те са отрязани от доставки и намалени порции. Силно разтревожен от това, което е видял, Грант бързо съставя план и с помощта на подкрепления успява да възстанови доставките.
Подкрепленията и възобновените доставки повдигат бойния дух на армията. В края на ноември те минават в офанзива. Битката при Чатанога започва, като никоя от страните няма надмощие и полезен ход. Непоколебимата съпротива на Конфедерацията отблъсква атаките на Съюза отляво и дясно. В отговор Грант нарежда на Томас да осъществи малка атака в центъра за отвличане на вниманието. Всъщност, като преизпълняват дадените им заповеди, хората на Томас правят бляскаво нападение точно в центъра при Мисионери Ридж и осъществяват пробив във фронта на Конфедерацията. Нападателната вълна води до бързо отстъпление на Конфедерацията и това отваря пътя на Съюза за превземането на Атланта, Джорджия – сърцето на Конфедерацията.
Желанието на Грант да воюва и способността му да печели битки впечатляват президента Ейбрахъм Линкълн, който го назначава за генерал–лейтенант, ново звание, одобрено от Конгреса с идеята да е специално за Грант. На 12 март Грант става командващ генерал на армиите на САЩ.

### Генерал на армиите и стратегията за победата
Начинът за водене на битка на Грант е описван от негов приятел генерал „като този на булдога“. Макар и да е майстор в маневрите за заблуда на противника (като битките в Виксбърг и Кампанията Оверланд срещу Робърт Лий) Грант не се е колебаел да нареди и фронтална атака или дълга обсада срещу силите на Конфедерацията, като често това е ставало в същия момент, в който и те са почвали атака срещу него. Веднъж почнали, Грант е отказвал да спре с атаката или обсадата до предаването или отблъсването на вражеската армия. Тази тактика на Грант често води до много жертви сред неговите хора, но едновременно с това и до също толкова жертви в силите на Конфедерацията, които често не са могли да бъдат възстановени. Грант е наричан „касапин“ заради прилаганата от него тактика особено през 1864 г., но той успява да постигне победи и цели, които никой от предишните генерали не успява, при все, че те са имали същото ниво на жертви.
През март 1864 година президентът Линкълн назначава генерал–майор Уилям Т. Шърман за ръководител на всички сили на Запад и премества щаба му във Вирджиния, където той се съсредоточава за отдавна нужната победа над армията на Лий, втората му цел е да завладее столицата на Конфедерацията – Ричмънд, Вирджиния, но Грант е знаел, че това ще стане автоматично, ако се постигне първата задача. Той разработва многостранна стратегия, която има за цел да се нанесат координирани удари в сърцето на Конфедерацията от няколко посоки – Грант, Джордж Мийди и Бенджамин Франк Бътлар ще атакуват Лий, Франц Сигъл ще навлезе в Шенъндоа Вали, Шърман в Джорджия, за да победи Джозеф Джонстън и ще влезе в Атланта, Джордж Крук и Уилям Аверел ще трябва да действат срещу железопътните линии на доставка в Западна Вирджиния, Натаниел Банкс трябва плени Мобайл, Алабама. Грант е първият генерал, който предприема такава комплексна офанзива и първият, който разбира концепцията за тоталната война, при която разрушаването на противниковата икономическа инфраструктура, осигуряваща доставките за армията, е също толкова важно колкото и постигането на победи на бойното поле.

### Кампанията Оверланд, Питърсбърг и Апоматокс
Кампанията Оверланд е именно това, от което се нуждае Съюзът, за да сломи Конфедерацията. Тя изправя Грант срещу изключителния командир Робърт Е. Лий в един епичен сблъсък. Всичко започва през май 1864 година когато Армията на Потомак пресича реката Рапидан и се придвижва през местност с ниска растителност и прокарали на ново дървета, позната като Пущинака. Това е ужасно място за бойни действия, но въпреки това Лий изпраща Армията на Северна Вирджиния, защото иска да хване Грант неподготвен.
Битката в Пущинака е упорито, кърваво и за двете страни сражение, продължили два дена. Въпреки че няма ясен победител, тя е зловещ старт за Съюза. Грант води кампанията с идеята, че за да спечели войната, трябва да отреже възможността на Конфедерацията да поддържа войната. По време на затишие на битката настъпва един от редките моменти, в който ходът на историята зависи от решението на един човек. Лий разполага така войските си, че дава възможност на Грант да направи това, което всички предишни генерали на Съюза са правили – да отстъпи. Грант, без да обръща внимание на временната неудача, отказва предоставената възможност и нарежда настъпление по югоизточния фланг на Лий.
Кампанията продължава и Лий, който е предвидил хода на Грант, му нанася поражение в Спотсилвания, Вирджиния, където на 8 май битката се подновява. Битката при Съда на Спотсилвания продължава 14 дена. На 11 май Грант пише прочутата му телеграма, в която казва: „Предлагам да продължаваме боевете на този фронт, дори ако трябва и цяло лято“. Тези думи дават синтезирана картина на неговото отношение към боевете, а на следващия ден, 12 май, нарежда масирано нападение, което почти пробива линията на Лий.
Въпреки нарастващия брой на жертвите на Съюза, бойната ситуация се изменя в полза на Грант. Повечето от великите победи на Лий са спечелени с яростни атаки и внезапни маневри. Сега той е принуден да води продължителни боеве в отбрана и армията му няма възможност за получаване на подкрепления и доставки. Грант извоюва инициативата от Лий и става ясно, че Лий никога вече няма да има възможността за навлизане в Севера отново. Въпреки че претърпява ужасни загуби в Битката при Колд Харбър, Грант продължава с натиска.
След като успява да се промъкне покрай силите на Лий и пресича река Джеймс, достига до Питърсбърг Вирджиния, който трябва да превземе като важен железопътен център, но не успява поради твърде предпазливите му подчинени. Посрещнат от окопи, пълни с войници, Грант остава без друга възможност освен да почне обсада.
С армиите на Грант и Шърман, разположени съответно във Вирджиния и Джорджия, отново политиката почва да играе основна роля. През есента има избори за президент и гражданите на Севера не виждат успехи от военните усилия. За да направи нещата още по-лоши, Лий формира малка армия под командването на Джубъл Ърли, която навлиза от север по долината Шенандоа, като се надява Грант да изпрати сили да го преследва и така да намали боеспособността на армията си. Армията на Юга достига предградията на Вашингтон, изплашва жителите на града и прави шансовете на Линкълн за преизбиране мрачни.
В началото на септември планът на Грант за координирани атаки най-накрая дава плодове. Първо Шеридан превзема Атланта, после Грант изпраща свой пратеник в долината Шенандоа, който сключва сделка с Ърли. Става ясно, че Севера печели войната и Линкълн е преизбран с голяма разлика. По-късно през ноември Шърман предприема Марша към Морето. Шеридан и Шърман следват стратегията на Грант за тотална война и разрушават цялата инфраструктура на долината и големи части от Джорджия и Каролините.
В началото на април 1865 г. безжалостният натиск на Грант най-накрая принуждава Лий да евакуира Ричмънд и след деветдневно отстъпление Лий капитулира с армията си в Апоматокс на 9 април 1865 година. Грант предлага великодушни условия за капитулация, които в значителна степен облекчават напрежението между армиите и запазват поне фасадата на гордостта на Юга, което ще позволи да се помирят воюващите страни. След няколко седмици Американската гражданска война приключва, макар и да има и последващи действия, докато Кърби Смит се предава на 2 юни 1865 г.
Веднага след като Лий се предава, Грант има тъжната чест да бъде едно от лицата, които носят ковчега на великия си покровител Ейбрахъм Линкълн.
След войната Конгресът дава на Грант новия чин „генерал на армията“ (което е равно на четиризвезден „пълен“ генерал в съвременната армия). Той е назначен за такъв от президента Ендрю Джонсън на 25 юли 1866 г.

## Президентство
Грант е 18-ият президент на САЩ и служи два мандата от 4 март 1869 до 4 март 1877 година. На Републиканския национален конвент, проведен в Чикаго, Илинойс на 20 май 1868 г., той е избран без никаква опозиция за представител на Републиканската партия. Печели президентските избори, като получава 3 012 833 от общо подадени 5 716 082 гласа.
Президентството на Грант е изпълнено със скандали, като например Инцидента Санборн (финансовия министър наема частни граждани да събират данъците, като оставя за тях повече от половината събрано, а и самият той взима комисиона) и възникналите проблеми с главния прокурор Сайръс Скофилд. Най-известният скандал е така нареченият „Кръгът Уиски“, при който повече от 3 милиона долара данъци не постъпват във федералния бюджет. Срещу частния секретар на президента – Орвил Бебкок, е повдигнато обвинение, че е част от този кръг и избягва присъдата само защото е помилван от президента. След това военният министър Уилям Белкнап е замесен в разследване, от което става ясно, че е взимал подкупи, а в замяна е продавал права за предоставяне на места за пазари на индианците.
Въпреки че няма доказателства самият Грант да се е възползвал от корупцията сред своите подчинени, той не заема твърда позиция срещу нередностите и не предприема действия, дори когато тяхната вина е установена. Той очевидно е бил слаб в избирането на подчинени. Той отчуждава партийните лидери, като дава множество постове на свои познати и приятели и не приема съветите на републиканското ръководство. Неговата неспособност да създаде ползотворни политически приятелства е една от причините скандалите да излязат извън контрол.
Въпреки всички скандали администрацията на Грант постига значими резултати, най-важният от тях е направлението на процеса по Възстановяването. Той поддържа тезата за настаняване на ограничен брой военни части в Юга, които да се грижат за спазването на правата на чернокожото население и да потискат насилието на Ку Клукс Клан. От 1869 г. до 1871 г. Грант подписва закони за избирателните права и преследва и осъжда лидерите на Клана. Петнадесетата поправка на Американската Конституция относно избирателните права е ратифицирана през 1870 г.
През 1876 г. Колорадо е приет в Съюза. От външнополитическа гледна точка най-значимото постижение на Грант е Договорът от Вашингтон, договарян от най-доброто назначение на Грант – държавния секретар Хамилтън Фиш.
Знаело се е, че за да избяга от суматохата в Белия Дом, Грант е посещавал Хотел Уилард. Той е наричал хората, които се опитват да го спрат в лобито на хотела, „Тези проклети лобисти“ и може би така се създава модерният термин лобист.

## Късни години
След края на втория си мандат Грант прекарва две години в обикаляне на света. Той посещава Съндерланд, където отваря първата общинска библиотека в Англия, Грант също така посещава и Япония. През 1879 година правителството на Япония обявява анексирането на островите Рюкю. Китай се противопоставя и Грант е помолен да бъде арбитър в спора. Той преценява, че аргументите на Япония за собственост над островите са по-силни и отсъжда в нейна полза.
През 1883 г. Грант е избран за осмия президент на Националната асоциация на притежателите на огнестрелно оръжие („National Rifle Association“).
През 1881 г. Грант инвестира почти цялото си състояние в банковото инвестиционно съдружие с Фердинанд Уард, това става по предложение на сина на Грант – Бък, който по това време е изключително успешен на Уолстрийт. Уард е бил известен като „Младият Наполеон на финансите“. Уард измамва Грант в 1884 г., банкрутира компанията и изчезва. И за да станат нещата още по-лоши, Грант разбира по същото време, че страда от рак на гърлото. Грант и семейството му изпадат в пълна мизерия (това става преди да се предостави пенсия на бившите президенти).
В един от най-ироничните преврати на съдбата, предателството на Уорд е основната причина за написването от Грант на неговите мемоари, който се считат за шедьовър на литературата и исторически извор. Преди да банкрутира, президентът твърдо е отказвал да ги напише. Едва след като бъдещото финансово състояние на семейството му е поставено под въпрос, той се съгласява да се заеме с писане.
Той пише няколко статии за списание „Сенчъри“, които са приети доста добре. След това издателите правят оферта на Грант да напише своите мемоари. Това е стандартен договор, който издателството предлага на всички нови автори. Независимо от списанието писателят Марк Твен се свързва с Грант. Твен, който по принцип е подозрителен към издателите, се ужасява от тяхната оферта. Той с право разбира, че по онова време Грант е най-великият жив американец и му предлага изгоден договор, който включва и уговорката, че генералът ще получава 75 % от продажбите като роялти. Грант приема офертата на Твен.
По това време Грант е смъртно болен, а според някои историци и в тежка депресия, но въпреки това намира сили да довърши мемоарите си. Въпреки че е разпъван от болка и не може да говори, той завършва книгата си едва няколко дена преди смъртта си. Мемоарите са изключителен успех, продават се над 300 000 копия, които носят на семейството на Грант 450 000 долара (или 9,5 милиона долара към 2005 година). Твен нарича мемоарите „най-забележителната творба от този род от времето на „Коментарите“ на Юлий Цезар“ и те често се смятат за най-добрите мемоарни произведения, някога писани.
Юлисис С. Грант умира в 8 ч. и 6 мин. сутринта, вторник 23 юли 1885 г. в Маунт Макгрегър, гр. Уилтън, Саратога, щата Ню Йорк. Тялото му е погребано в Ню Йорк до тялото на жена му. Гробницата на Грант е най-големият мавзолей в Северна Америка.

## Памет
През Втората световна война британската армия произвежда бронирана кола, известна като „танка на Грант“, който е версия на американския танк М#, иронично наречен „Лий“.
Портретът на Грант е на банкнотата от 50 долара.